# Tereza Tobiášová
Tereza Tobiášová (* 18. března 1983 Praha) je česká moderátorka, herečka a scenáristka.

## Životopis
Vystudovala Gymnázium na Vítězné pláni a Literární akademii Josefa Škvoreckého.
Moderátorské a částečně herecké zkušenosti získala jako dítě v Dismanově rozhlasovém dětském souboru. Moderovat začala v Českém rozhlase, pokračovala na pražském Expresradiu a působila i na rádiu Bonton. V letech 2012–2015 vysílala společně s Raegem na Fajn Rádiu Odpolední show.
Od roku 2004 moderuje na české hudební televizi Óčko. Vystřídala zde několik pořadů, talkshow, moderovala mnoho přímých přenosů a natočila reportáže z hudebních festivalů. V současné době[kdy?] uvádí pořad Naše hvězdy.
Jako herečka se objevila v epizodních rolích v seriálech Redakce a Horákovi.
Napsala scénář k jednomu z dílů televizní série Soukromé pasti vysílané na podzim roku 2008 na televizi Nova. Díl se jmenoval Tři do páru. V hlavních rolích manželského trojúhelníku se objevila Martha Issová, Tatiana Pauhofová a Jan Budař.
V letech 2010 a 2011 byla členkou scenáristického týmu televizního seriálu Ulice.
Společně s kolegyní Bárou Hlaváčkovou (TV Prima, TV Barrandov) zpovídají za běhu známé osobnosti v internetové show Kilák. První díl byl odvysílaný 1. srpna 2017 s hostem a kandidátem na prezidenta ČR Michalem Horáčkem. V Kilák se vystřídala řada „běžců“ od hudebníků přes herce, spisovatele až po politiky.
Roku 2018 se Tereza Tobiášová stala součástí týmu pořadu Autosalon a v roce 2021 Cyklosalon na TV Prima. Společně s automobilovými experty testuje nové vozy a jízdní kola.